# Tatyanoba
Tatyanoba è un comune dell'Azerbaigian situato nel distretto di Masallı. Conta una popolazione di 1 463 abitanti.